# Калчугин, Сергей Александрович
Серге́й Алекса́ндрович Калчу́гин (род. 3 ноября 1987, Серпухов, Московская область, Россия) — российский и сербский боксёр-любитель и профессионал, выступающий в первой тяжёлой и в тяжёлой весовых категориях.
Мастер спорта России международного класса, член сборной Сербии по боксу в 2020-х годах, бывший член сборной России в 2010-х годах, двукратный серебряный (2013, 2019) и пятикратный бронзовый (2009, 2010, 2014, 2015, 2016) призёр чемпионата России, чемпион мира среди юниоров (2006), победитель и призёр международных и национальных турниров в любителях.
Участник многих матчевых встреч полупрофессиональной лиги WSB.

## Биография
Сергей Калчугин родился 3 ноября 1987 года в городе Серпухове Московской области.

## Любительская карьера
Активно заниматься боксом начал в возрасте тринадцати лет, когда мать отвела его в местную секцию. Тренировался в серпуховской академии бокса «Олимп», позже проходил подготовку в спортивной школе олимпийского резерва по единоборствам Московского городского физкультурно-спортивного объединения Москомспорта, был подопечным заслуженного тренера России Алексея Михайловича Галеева.
Впервые заявил о себе в апреле 2005 года, став победителем в весе до 91 кг на Мемориале Станислава Сорокина в Ногинске, в финале победив Владимира Терёшкина.
В сентябре 2006 года стал победителем на чемпионате мира среди юниоров (до 19 лет) в Агадире (Марокко), в весе до 91 кг, в финале победив турка Озбека Ремзи.
В 2007 году получил бронзу на чемпионате Москвы и завоевал серебряную медаль на Мемориале Валерия Попенченко в Москве — в финальном решающем поединке уступил Роману Романчуку. При этом на чемпионате России в Якутске уже на предварительном этапе был остановлен Евгением Романовым.
В феврале 2008 года одержал победу на престижном международном турнире «Странджа» проходившем в Софии (Болгария).
В 2008 году выиграл чемпионат Москвы, дошёл до четвертьфинала на чемпионате страны в Калининграде, проиграв будущему Олимпийскому чемпиону Егору Мехонцеву.
На чемпионате России 2009 года в Ростове-на-Дону Калчугин впервые попал в число призёров, дошёл до полуфинала и взял бронзу. Кроме того, выиграл бронзовую медаль на Кубке губернатора в Санкт-Петербурге, потерпев поражение в полуфинале от украинца Дениса Пояцики. Получил серебро на международном турнире «Ахмет Комерт» в Стамбуле, где в финале был побеждён титулованным кубинцем Осмаем Акостой.
В феврале 2010 года занял первое место на престижном международном турнире «Странджа» проходившем в Софии (Болгария), победив в финале местного болгарского боксёра Тервела Пулева.
И в 2010 году стал бронзовым призёром чемпионата России в Санкт-Петербурге.
На чемпионате России 2013 года в Хабаровске дошёл до финала и завоевал серебряную медаль, потерпев единственное поражение от Алексея Егорова.
В период 2014—2016 годов неизменно становился бронзовым призёром российских национальных первенств — проигрывал в полуфиналах Евгению Тищенко, Алексею Егорову и Садаму Магомедову соответственно.
На соревнованиях представляет Москву и МГФСО Москомспорта. За выдающиеся спортивные достижения удостоен почётного звания «Мастер спорта России международного класса».
В 2011—2016 годах принимал участие в полупрофессиональной лиге «Всемирная серия бокса», проведя 9 боёв, из них одержав 5 побед и проиграв 4 боя (все по очкам). В частности принимал участие в матчевой встрече со сборной Италии и боксировал со знаменитым итальянским тяжеловесом Клементе Руссо, проиграв ему по очкам. Выходил на ринг против команд Казахстана, Азербайджана, Украины, Мексики, Аргентины, Венесуэлы, Алжира и других.

### 2019—2020 годы
В ноябре 2019 года завоевал серебряную медаль чемпионата России по боксу проходившего в Самаре, где 1/8 финала единогласным решением судей победил Марка Петровского, затем в четвертьфинале раздельным решением судей победил Сергея Егорова, в полуфинале единогласным решением судей победил Георгия Юновидова, но в финале уступил Ивану Верясову.
В сентябре 2020 года вместе со сборной командой ЦФО стал серебряным призёром командного Кубка России по боксу прошедшего в Ижевске, в финале единогласным решением судей уступив Владимиру Маркелову из команды ПФО.

### Выступления за сборную Сербии
В мае 2022 года, в составе сербской сборной участвовал в чемпионате Европы в Ереване (Армения), в весе свыше 92 кг, где он в первом раунде соревнований по очкам победил опытного румына Кристиана Филипа, но в 1/8 финала соревнований по очкам проиграл опытному немцу Нелви Тиафаку, — который в итоге стал чемпионом Европы 2022 года.

## Профессиональная карьера
21 декабря 2017 года состоялся его профессиональный дебют, когда он победил единогласным решением судей (счёт: 40-36 — трижды) украинца Дмитрия Заяца (0-2).

## Статистика профессиональных боёв
В таблице перечислены результаты всех поединков боксёров.
В каждой строке указан результат поединка. Дополнительно номер поединка обозначен цветом, который обозначает итог поединка. Расшифровка обозначений и цветов представлена в нижеследующей таблице.
| Пример | Расшифровка                     |
| ------ | ------------------------------- |
|        | Победа                          |
|        | Ничья                           |
|        | Поражение                       |
|        | Планируемый поединок            |
|        | Поединок признан несостоявшимся |
| КО     | Нокаут                          |
| ТКО    | Технический нокаут              |
| PTS    | Решение судей (по очкам)        |
| UD     | Единогласное решение судей      |
| MD     | Решение большинства судей       |
| SD     | Раздельное решение судей        |
| RTD    | Отказ от продолжения боя        |
| DQ     | Дисквалификация                 |
| NC     | Поединок признан несостоявшимся |

| 5 поединков, 5 побед (3 нокаутом). | 5 поединков, 5 побед (3 нокаутом). | 5 поединков, 5 побед (3 нокаутом). | 5 поединков, 5 побед (3 нокаутом). | 5 поединков, 5 побед (3 нокаутом).                      | 5 поединков, 5 побед (3 нокаутом). | 5 поединков, 5 побед (3 нокаутом).                    |
| Бой                                | Рекорд                             | Дата боя                           | Соперник                           | Место проведения боя                                    | Раундов, время                     | Дополнительно                                         |
| ---------------------------------- | ---------------------------------- | ---------------------------------- | ---------------------------------- | ------------------------------------------------------- | ---------------------------------- | ----------------------------------------------------- |
| 5                                  | 5-0                                | 11 сентября 2020                   | Богдан Гревцов (1-1)               | БЦ «Химки», Химки, Россия                               | KO 2 (4), 2:51                     |                                                       |
| 4                                  | 4-0                                | 12 октября 2019                    | Петр Фрелих (2-28-1)               | Maritim Berghotel, Браунлаге, Нижняя Саксония, Германия | UD 4 (4)                           | Счёт: 40-36 (трижды).                                 |
| 3                                  | 3-0                                | 20 декабря 2018                    | Сардоржон Амонкелдиев (дебют)      | ДС «Надежда», Серпухов, Россия                          | TKO 1 (6), 2:10                    |                                                       |
| 2                                  | 2-0                                | 22 июля 2018                       | Сергей Мещеряков (дебют)           | Центральная площадь, Серпухов, Россия                   | TKO 1 (4), 2:34                    |                                                       |
| 1                                  | 1-0                                | 21 декабря 2017                    | Дмитрий Заяц (0-2)                 | УСК «Крылья Советов», Москва, Россия                    | UD 4 (4)                           | Счёт: 40-36 (трижды). Дебют в профессиональном боксе. |